# Пушкашу (Мехединци)
Пушкашу (рум. Pușcașu) насеље је у Румунији у округу Мехединци у општини Коркова. Oпштина се налази на надморској висини од 183 m.

## Становништво
Према подацима из 2002. године у насељу је живело 154 становника, од којих су сви румунске националности.